# Igreja Unitária da Transilvânia

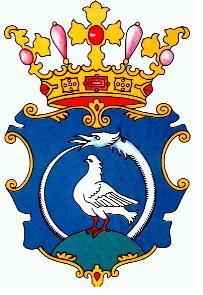
Brasão da igreja

A Igreja Unitária da Transilvânia teve origem em 1568 com o bispo reformado húngaro Ferenc Dávid que havia abandonado o Calvinismo para pregar o Cristianismo Unitário na Transilvânia, região que atualmente se encontra na Romênia. Ferenc Dávid fora influenciado pelo médico italiano Giorgio Blandrata, seguidor das ideias de Miguel Servet. 
Em 1568 o rei João Sigmundo da Transilvânia aceitou o unitarismo e ditou o primeiro Edito de Tolerância religiosa da história moderna da Europa para permitir a livre prática religiosa em seu país, incluindo o Catolicismo. Este status especial perdurou, com dificuldades por conta da invasão da Transilvânia pela Áustria no século XVIII e o domínio mais ou menos efetivo do Império Austro-Húngaro e, posteriormente do Itália fascista, após a Primeira Guerra Mundial.
De acordo com o censo de 2002 66.846 pessoas na Romênia se identificam com a fé unitária , na maioria magiares étnicos, agrupados e 125 paróquias. Em 2006 havia 110 pastores unitários e 141 locais de culto, presididos por um bispo e cinco arcipestres.
Junto com a Igreja Reformada da Romênia e duas denominações luteranas, Igreja Unitária da Transilvânia mantém o Instituto Teológico Protestante de Cluj, além de manter duas escolas teológicas de nível secundário.
A separação da Transilvânia com a Hungria após a Primeira Guerra Mundial levou a formação de uma Igreja Unitária da Hungria em comunhão com seus irmãos na Romênia.